# Universidade Metodista de Spartanburg
A Universidade Metodista de Spartanburg (Spartanburg Methodist College em inglês) é uma universidade privada localizada em Saxon (Spartanburg), no estado da Carolina do Sul, Estados Unidos. Foi fundada em 1911 por William Scott Cochran. A Universidade Metodista de Spartanburg está afiliada à Igreja Metodista Unida e tem aproximadamente 1.000 estudantes. Ela oferece uma educação superior flexível, proporcionando opções de cursos de 2 e 4 anos, tanto presenciais (on campus) quanto online. Além disso, a universidade oferece seis diplomas de associado, um diploma de bacharel personalizável com seis especializações, um diploma de bacharel em administração de empresas e nove programas de graduação de associado e bacharelado 100% online. 

## História
Tem suas origens no Instituto Industrial Têxtil (TII), fundado em 1911 por David English Camak (1880 – 1967), então pastor da Igreja Metodista Episcopal do Sul na vila de Spartan Mill. Enquanto era estudante, Camak se inspirou pela descrição do Dr. Henry Nelson Snyder, presidente da Wofford College, sobre a difícil situação dos trabalhadores do sul na indústria têxtil de algodão e decidiu dedicar sua vida ao ministério entre os trabalhadores das fábricas. Camak convenceu Walter S. Montgomery, presidente da Spartan Mill, a fornecer um espaço em uma casa desocupada perto da igreja para uma escola primária e secundária. Camak começou com um aluno e US$ 100 emprestados. Em um acordo único, os alunos de Camak frequentavam a escola por uma semana e trabalhavam na fábrica na semana seguinte.
Em 1912, a escola foi adotada como uma missão da Conferência da Carolina do Sul da Igreja Metodista Episcopal do Sul. No ano seguinte, o campus atual foi adquirido e os estudantes começaram a construir o Edifício Charles P. Hammond, que ainda é usado como residência no início do século XXI. Em 1927, o TII começou a oferecer os dois primeiros anos de estudos ao nível universitário, preparando os estudantes para transferência para instituições de quatro anos ou para emprego imediato. Devido à crescente disponibilidade de escolas públicas para as famílias dos trabalhadores têxteis, o TII eliminou os cursos do ensino médio em 1940. Em 1942, a instituição se tornou Spartanburg Junior College, nome que manteve até 1974, quando se tornou Spartanburg Methodist College. Talvez seu aluno mais ilustre seja Olin D. Johnston, um ex-governador da Carolina do Sul e senador dos Estados Unidos. A. V. HUFF, JR.
A Universidade Metodista de Spartanburg evoluiu de uma instituição de dois anos para uma instituição com educação superior flexível. Atualmente, oferece a opção de cursos de 2 e 4 anos, tanto presenciais (on campus) quanto online.

## Acreditações e afiliações
A Universidade Metodista de Spartanburg é credenciada pela Comissão de Universidades da Associação de Universidades e Escolas do Sul e pelo Senado Universitário da Igreja Metodista Unida. Ela está afiliada à Igreja Metodista Unida e à Conferência Anual da Carolina do Sul.

## Acadêmico
SMC oferece seis diplomas de associado, um diploma de bacharel personalizável com seis especializações, um diploma de bacharel em administração de empresas e nove programas de graduação de associado e bacharelado 100% online. Todos os diplomas de bacharel incluem o que SMC chama de "The Camak Core". O Camak Core, nomeado em homenagem ao fundador da SMC, David English Camak, é um requisito de 6 cursos, ou 18 horas de crédito, de desenvolvimento profissional (habilidades interpessoais e experiências para o sucesso pessoal e profissional). O Camak Core constitui um terço do total de horas de graduação dos estudantes.

## Esportes
A universidade é membro da Divisão I da Região X da National Junior College Athletic Association (NJCAA). A Região X inclui universidades nas Carolinas, Virgínia e Virgínia Ocidental. A SMC oferece 14 programas atléticos interuniversitários, incluindo futebol masculino e feminino, tênis masculino e feminino, golfe masculino e feminino, basquete masculino e feminino, cross-country masculino e feminino, softbol, vôlei (indoor e de praia), beisebol e luta livre. As equipes da universidade conquistaram numerosos títulos regionais, divisionais e nacionais. A equipe de futebol masculino venceu o campeonato nacional NJCAA em 1994. Várias outras equipes fizeram aparições em seus respectivos torneios nacionais da Divisão I da NJCAA nos últimos anos: mais recentemente, golfe feminino (três resultados individuais no Top 50 em 2011), tênis masculino (terminando em 26º lugar em 2010), luta livre (29º lugar em 2010), cross-country masculino (2º lugar em 2012), cross-country feminino (16º lugar em 2009), meia-maratona masculina e feminina (3º lugar em 2012) e vôlei (16º lugar em 2009).
A equipe de futebol feminino jogou contra a USC Upstate em um jogo de exibição em 22 de agosto de 2021, perdendo por 11 a 0.

## Ex-alunos notáveis
A universidade tem ex-alunos notáveis, incluindo atletas renomados como Orlando Hudson, Reggie Sanders, Dwight Smith, Sebastián Velásquez. A primeira turma formada pela universidade inclui o governador da Carolina do Sul e o senador Olin D. Johnston. Também vale destacar que o fisiculturista Lee Haney frequentou essa instituição educacional.
- Olin D. Johnston — Governador e Senador da Carolina do Sul (primeira turma formada pela universidade)
- Orlando Hudson — jogador profissional de beisebol[13]
- Lee Haney — fisiculturista[12]
- Heath Hembree — jogador profissional de beisebol
- Dennis Moss — Representante Estadual da Carolina do Sul[14]
- Reggie Sanders — jogador profissional de beisebol[15]
- Dwight Smith — jogador profissional de beisebol[10]
- Harris Stanton — comediante
- Sebastián Velásquez — jogador profissional de futebol[11]